# Luiz Carlos Nascimento Júnior
Luiz Carlos Nascimento Júnior, más conocido como Luizão (Vargem Alta, Espírito Santo, Brasil, 3 de enero de 1987), es un futbolista brasileño. Juega de defensa central y su actualmente sin club.

## Trayectoria
Inició su carrera en el Cruzeiro Esporte Clube, con el que debutó en la Serie A de Brasil el 23 de abril de 2006, en una victoria por 3-1 ante el Grêmio. Una semana después lograba su primer gol en la máxima categoría, ante el Figueirense.
En julio de 2007 fue traspasado al FC Lucerne, pero dos semanas después y, sin haber llegado a debutar en el club suizo, regresó a Brasil como cedido al Vasco da Gama.
La temporada 2007-08 fichó por el PFC Bunyodkor.

## Selección nacional
Ha sido internacional con las selecciones inferiores de su país y participó en Copa Mundial de Fútbol Sub-20 de 2007.

## Clubes
| Club                     | País       | Año       |
| ------------------------ | ---------- | --------- |
| Cruzeiro                 | Brasil     | 2005-2007 |
| FC Luzern                | Suiza      | 2007      |
| Vasco da Gama            | Brasil     | 2007-2008 |
| PFC Bunyodkor            | Uzbekistán | 2008-2009 |
| Cruzeiro EC              | Brasil     | 2009-2010 |
| EC Bahia                 | Brasil     | 2010-2011 |
| Nacional de Nova Serrana | Brasil     | 2012      |
| Ceará SC                 | Brasil     | 2012-     |

## Palmarés

### Campeonatos nacionales
| Título             | Club     | País   | Año  |
| ------------------ | -------- | ------ | ---- |
| Campeonato Mineiro | Cruzeiro | Brasil | 2006 |